# Kondapalli

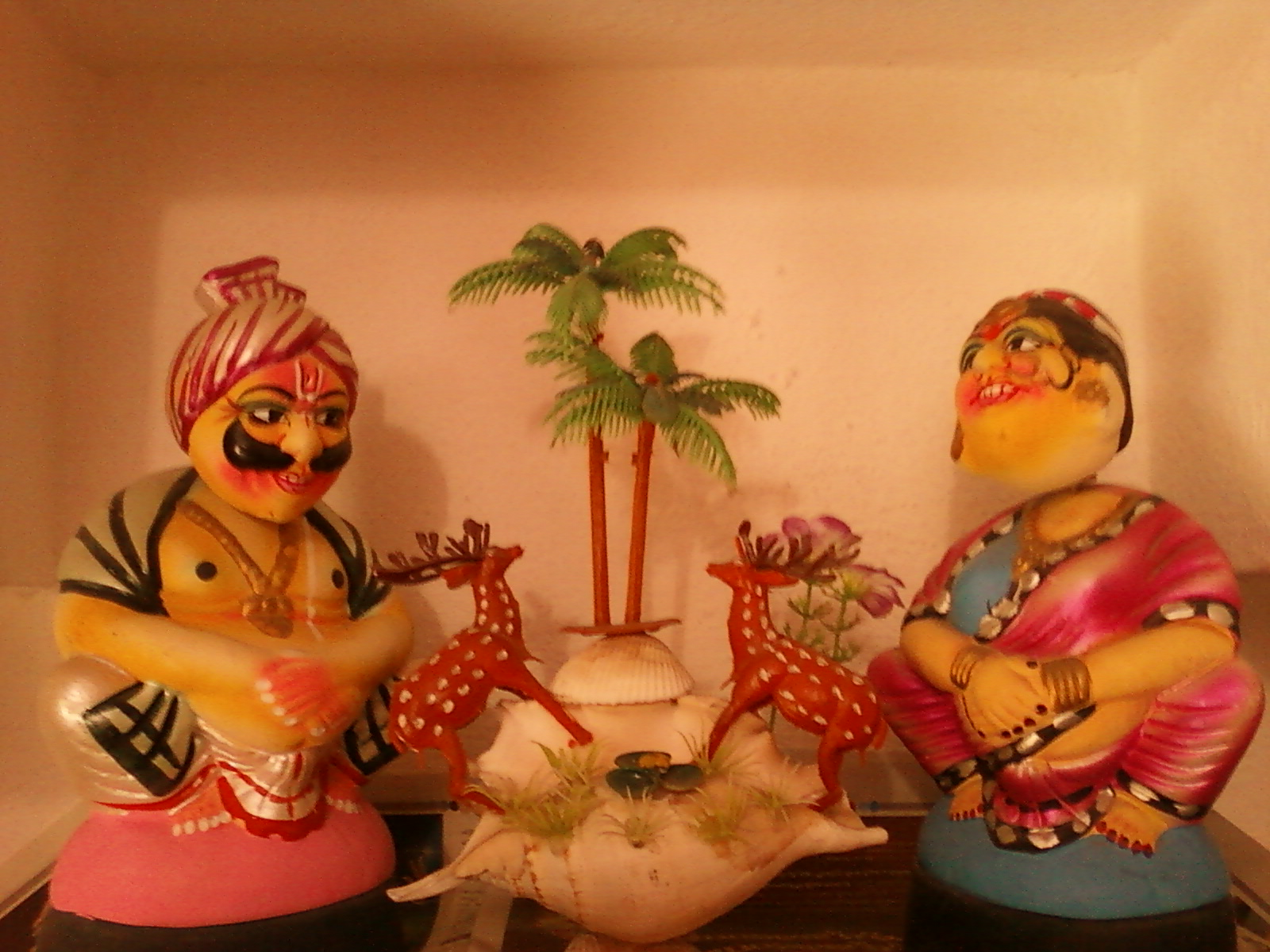
Kondapalli toys at a house in Vijayawada

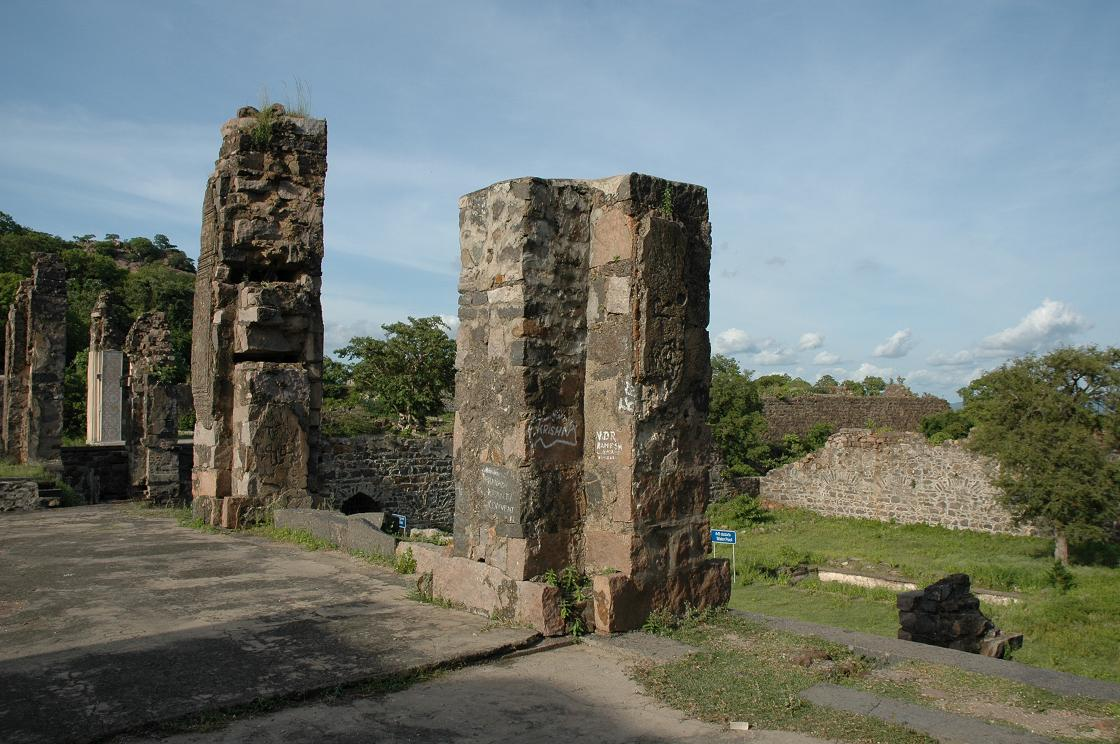
Forecourt of the fort

Kondapalli là một thị trấn census town thuộc huyện Krishna, bang Andhra Pradesh. It is located 4 km away from Ibrahimpatnam(town) mandal headquarters Ibrahimpatnam mandal under Vijayawada revenue division. It is located at 23  km from Vijayawada, on National Highway 30.